# Drosophila fuyamai
Drosophila fuyamai este o specie de muște din genul Drosophila, familia Drosophilidae, descrisă de Masanori Joseph Toda în anul 1991. Conform Catalogue of Life specia Drosophila fuyamai nu are subspecii cunoscute.